# Potamilla neglecta
Potamilla neglecta är en ringmaskart som först beskrevs av Sars 1851. Enligt Catalogue of Life ingår Potamilla neglecta i släktet Potamilla och familjen Sabellidae, men enligt Dyntaxa är tillhörigheten istället släktet Potamilla och familjen Sabellariidae. Arten är reproducerande i Sverige. Inga underarter finns listade i Catalogue of Life.